# New Zealand First
New Zealand First (Nya Zeeland först) är ett nationalistiskt och högerpopulistiskt parti i Nya Zeeland. Partiet bildades 1993 av Winston Peters som tidigare var parlamentariker för Nya Zeelands nationella parti.
I de allmänna valen 2011 fick partiet 8 platser i parlamentet efter att ha saknat representanter sedan 2008. En av partiets parlamentariker, Brendan Horan, blev utesluten ur partiet 2012 och tog därefter plats som politisk vilde i parlamentet. Partiet har från och med det 7 platser i parlamentet.